# Roland Weißmann

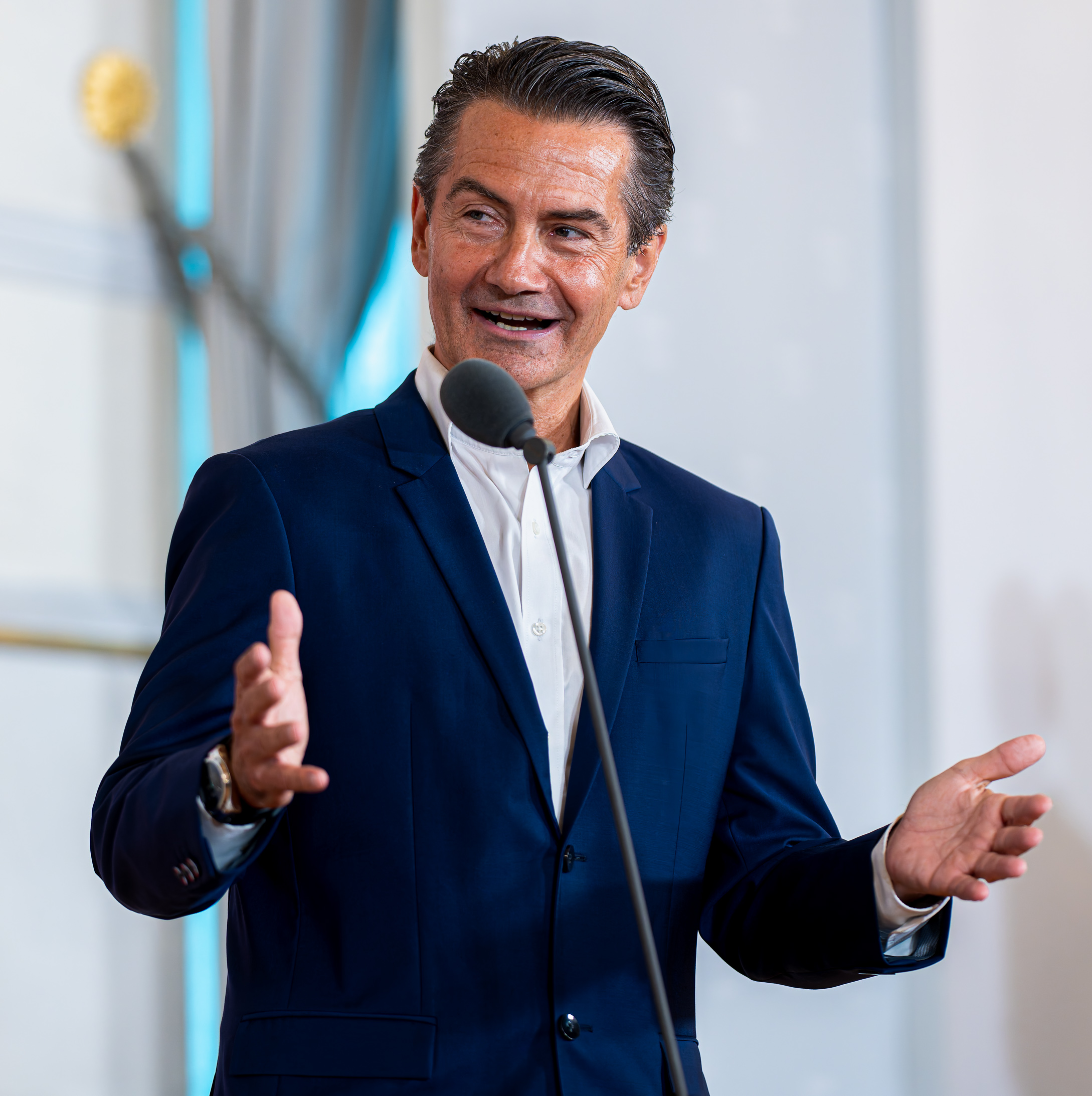
Roland Weißmann (2025)

Roland Weißmann (* 16. März 1968 in Linz) ist seit 1. Jänner 2022 Generaldirektor des Österreichischen Rundfunks. Der österreichische Rundfunkmanager war zuvor Vize-Finanzdirektor des ORF und Geschäftsführer des Online-Portals ORF.at.

## Ausbildung
Nach der Matura 1986 am BRG Traun und dem Präsenzdienst studierte Weißmann zunächst zwei Semester Medizin, danach Publizistik und Geschichte an der Universität Wien.
Er schloss das Studium 1995 mit der Diplomarbeit Journalistische Darstellungsformen in österreichischen Printmedien: ein Vergleich zwischen herrschender Lehre und Praxis ab. Während seines Studiums absolvierte er Volontariate bei mehreren österreichischen Tages- und Wochenzeitungen.

## Beruf
Weißmann begann 1995 als Journalist im ORF-Landesstudio Niederösterreich, wechselte 1998 als Chef vom Dienst zu Ö3 und kam 2000 in die zentrale Radio-Nachrichtenredaktion des ORF. Im Jahre 2003 wurde er Wortchef von Radio Niederösterreich und ging zurück nach St. Pölten. Dort leitete er später die Nachrichtensendung Niederösterreich heute. Er folgte 2010 seinem damaligen Chef Richard Grasl als Büroleiter in die ORF-Finanzdirektion und wurde 2012 Chefproducer.
Als TV-Finanzchef wurde er 2017 auch Vize-Finanzdirektor und ab 2020 der Geschäftsführer des Online-Portals ORF.at, bei dem er auch für die künftige Streamingplattform ORF-Player zuständig ist.
Bei seiner Wahl zum Generaldirektor des ORF am 10. August 2021 galt Weißmann als Wunschkandidat der ÖVP. In diese Position wurde er
von den Stiftungsräten der Regierungsparteien ÖVP und Grüne, von vier der ÖVP nahestehenden Unabhängigen und von Norbert Steger (FPÖ) gewählt (insgesamt 24 von 35 Stimmen).
Im Jahr 2023 bezog er ein Gehalt in Höhe von 424.500 Euro.

## Kritik
2023 erhob die vom ORF gekündigte Journalistin Sonja Sagmeister Vorwürfe der Intervention gegen Roland Weißmann. Die Kündigung ist derzeit auch Gegenstand einer arbeitsrechtlichen Auseinandersetzung, in der wegen der Fristversäumnisse auch der Verwaltungsgerichtshof angerufen wurde.

## Auszeichnungen
- 2024:  Medienmanager des Jahres[11]